# Sambal (cuisine)
Pour les articles homonymes, voir Sambal.
Le sambal est un condiment ou une sauce d'origine indonésienne et malaisienne à base de piments. Il peut être plus ou moins relevé, mais en général plutôt épicé.

## Piments
Les plus utilisés sont :
- piment habanero (Capsicum chinense) ;
- piment de Cayenne (Capsicum annuum) ;
- piment oiseau (Capsicum frutescens) ;
- lombok ;
- cabe taliwang.

## Sambalindonésien

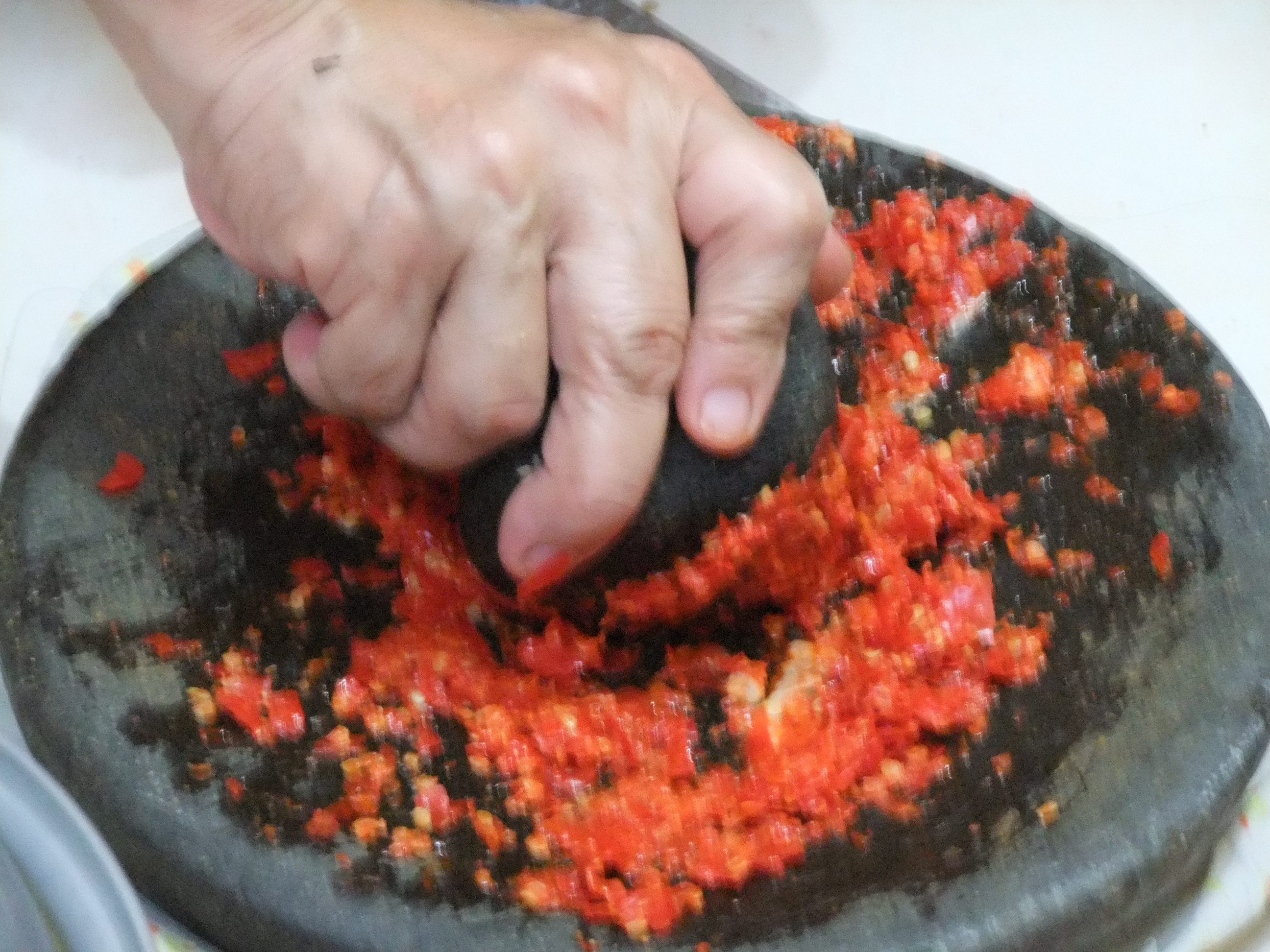
Préparation traditionnelle du sambal ulek.

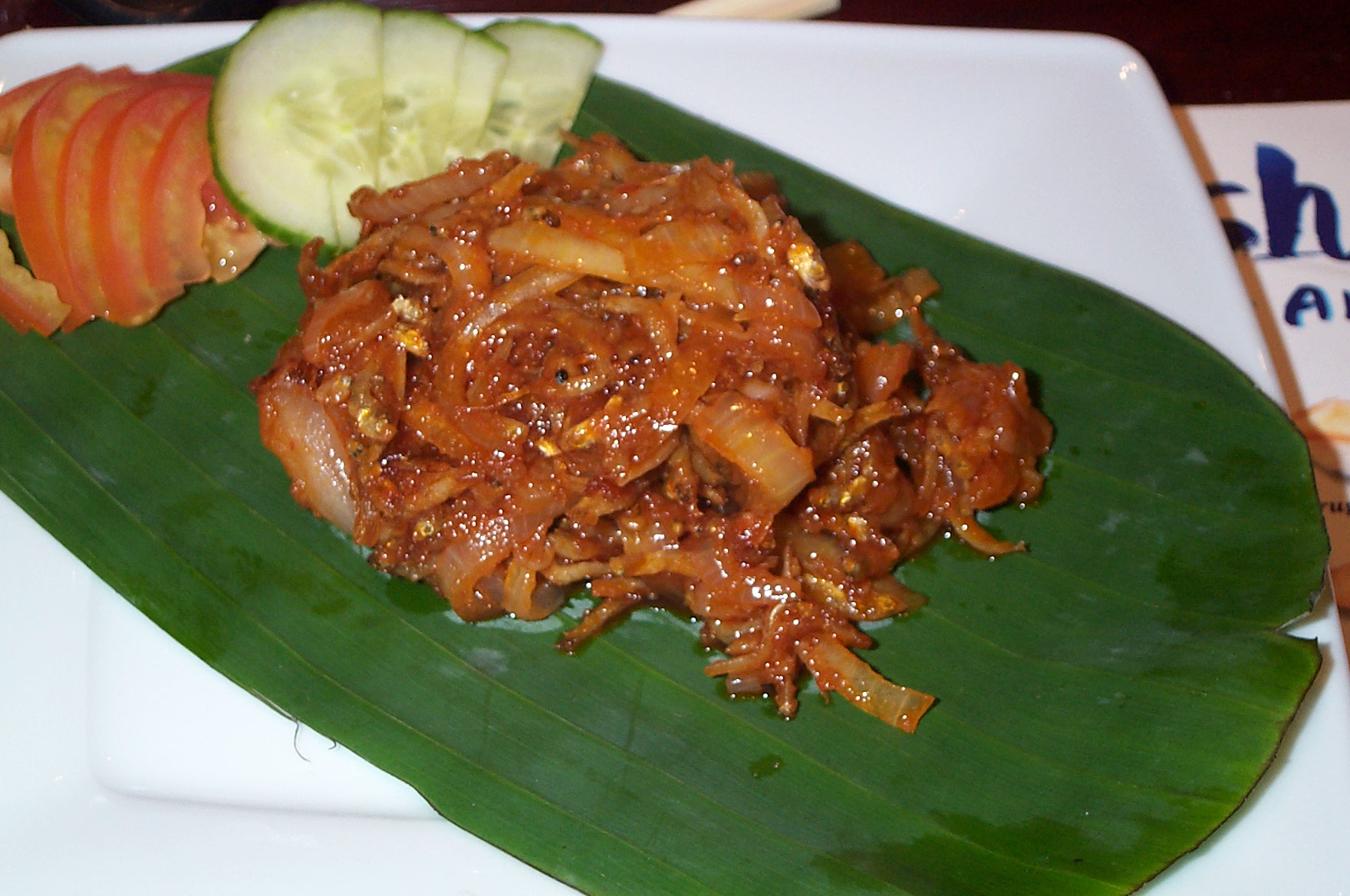
Sambal aux anchois.

Il existe plus de 300 variétés de sambal dans l'archipel indonésien. Les principaux sont :
- sambal andaliman : semblable au sambal lado mudo, mais avec du poivre d'andaliman[2] ;
- sambal asam : semblable au sambal terasi, avec du concentré de tamarin. Asam signifie « tamarin » ou « acide » en indonésien ;
- sambal bajak (badjak) : sambal de Bantan. Piments frits avec de l'huile, de l'ail, du terasi et des noix de bancoule ;
- sambal balado : sambal des Minangkabau. Piment, ail, échalotes, tomates rouges ou vertes, sel et jus de citron vert, le tout sauté dans l'huile ;
- sambal buah (littéralement : « sambal de fruit ») : spécialité de Palembang, mélange de piment, de pâte de crevettes, de kemang (espèce de mangue) et d'ananas ;
- sambal cibiuk : recette de sambal originaire de Cibiuk (Kabupaten de Garut, Java), contenant piment vert, tomate verte, échalotes, basilic, pâte de crevette, galanga et sel ;
- sambal colo-colo : de l'île d'Ambon, à base de kecap manis (sauce soja sucrée), piment, tomate, échalotes et jus de citron vert. On peut éventuellement ajouter du beurre ou de l'huile végétale ;
- sambal dabu-dabu : le dabu-dabu se rapproche de la salsa mexicaine. Il est à base de tomates, de calamondin, d'échalotes, de piments, de basilic, d'huile végétale et de sel ;
- sambal durian ou sambal tempoyak : à base de durian fermenté appelé « tempoyak ». Le processus de fermentation dure de trois à cinq jours, il est ensuite mélangé au piment. On le trouve ainsi cuit ou nature. Cuit, il est préparé avec des échalotes, de la citronnelle, des anchois et du curcuma. On y ajoute parfois des petai[3] ;
- sambal gandaria : sambal terasi avec du Gandaria ;
- sambal jengkol : sambal terasi mélangé avec de l'émincé frit de jengkol ;
- sambal kalasan ou sambal jawa : semblable au sambal tumis, il est frit. À base de sucre de palme, de tomates, d'épices et de piments ;
- sambal kacang : mélange de piments, ail, échalotes, sucre, sel, arachides et eau. Sert de condiment pour le nasi uduk, le ketan, ou l'otak-otak. La version la plus simple utilise du piment cabe rawit chilli, des arachides cuites broyées et de l'eau ;
- sambal kemiri : semblable au sambal terasi mais avec des noix de bancoule ;
- sambal lado mudo/ijo (lado mudo signifie « sambal vert » en minangkabau, il est aussi appelé « sambal ijo » à Padang, dans l'ouest de Sumatra) : tomates vertes, piment vert, échalotes et épices ;
- sambal matah : sambal d'échalotes et de citronnelle de Bali. Contient beaucoup d'échalotes, de piment et de la pâte de crevette ;
- sambal ulek (oelek) : pâte de piment. Sert de base pour d'autres sambal ou d'autres plats. Du hollandais oelek, transcrit ulek en indonésien ;
- sambal petai : mélange de piment rouge, d'ail, d'échalotes et de petai ;
- sambal petis : piment, cacahuètes, jeunes bananes, herbes et épices (sambal javanais) ;
- sambal pencit/mangga muda (sambal de Java Centre) : c'est un sambal terasi auquel sont ajoutés des haricots mungo broyés. Accompagne souvent des fruits de mer (pencit signifie « jeune mungo » en indonésien) ;
- sambal plecing : originaire de Lombok, à base de piments de Lombok et de lengkare (pâte de crevette), tomates, sel, et jus de citron vert ;
- sambal rica rica : sambal piquant de la région de Manado, à base de gingembre, de piments, de citron et d'épices ;
- sambal setan : sambal très piquant avec du piment Madame Jeanette. Signifie « sauce du diable », très populaire à Surabaya ;
- sambal strawberry : avec des fraises de Bandung.
- sambal taliwang (variante originaire de Taliwang, un village proche de Mataram, sur Lombok) : piment (naga jolokia présent sur l'île), ail et pâte de crevette ;
- sambal tauco : de Célèbes, à base de tauco (sauce soja chinoise), jus de citron vert, piment, sucre brun et sel ;
- sambal terasi : sambal indonésien très répandu. Similaire au belacan malaisien, mais avec un parfum plus fort dû à la pâte de crevette plus fermentée. Il utilise en plus du terasi, du piment, du sucre, du sel et du jus de citron vert ;
- sambal teri lado : spécialité de Padang à Sumatra, à base de piments, tomates, échalotes, épices et anchois salés (ikan teri). Frit, similaire au sambal ikan malais ;
- sambal tomat : proche du sambal tumis mais avec de la tomate concassée et du sucre ;
- sambal tuktuk : sambal Batak à base d'andaliman (poivre) et de l'aso-aso (maquereau séché et conservé)[4] ;
- sambal tumis : piment frit avec de la pâte de crevette, oignons, ail et jus de tamarin (tumis signifie « frit »). Il est à la base de nombreux plats comme le sambal kangkong, le sambal cumi (encornet) et le sambal telur (œufs) ;
- sambal udang bawang : spécialité de Surabaya. Un des sambal les plus épicés, bien que ses ingrédients soient simples (piments, échalotes, ail, asam jawa et huile de coco ;

## Sambalmalaisien
- Sambal belacan : sambal malais. Piments broyés avec du belacan auxquels on ajoute du sucre et du jus de citron vert. On emploie aussi historiquement du limau kesturi (jus de calamondin)[5]. On peut y ajouter des tomates ou des mangues. Dans une version sino-malaisienne, on fait frire le belacan avant de le mélanger aux piments[6].
- Sambal jeruk : piments verts ou rouges avec du jus de combava. Il est aussi appelé cili (piment), jeruk (pickle). Le vinaigre et le sucre peuvent remplacer le combava.

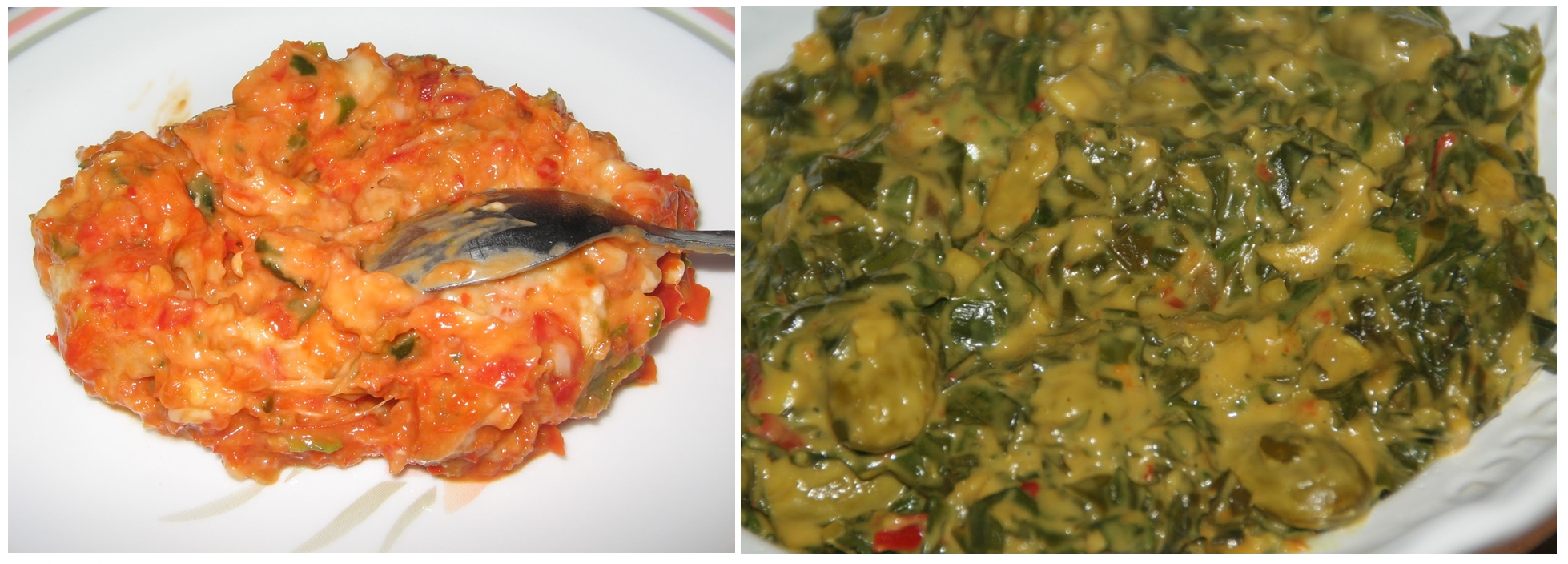
Sambal tempoyak, cru à gauche et cuit à droite.

- Sambal tempoyak : à base de piments, d'anchois séchés, et servi avec du tempoyak (durian fermenté) ; on l'utilise cru ou cuit. Existe aussi en Indonésie.

## Sambalsri-lankais
- Lunu miris (lunu miris signifie « piment salé ») : c'est une pâte de piments rouges broyés avec du sel marin. La version appelée katta sambal contient des oignons, du poisson des Maldives, du sel et du jus de citron vert.
- Pol sambal : sambal à base de noix de coco, d'oignons, de piment vert, de poudre de piment rouge et de jus de citron vert. Du poisson des Maldives peut aussi être ajouté, et la tomate peut remplacer le jus de citron.
- Sini sambal : à base d'oignons, de poisson des Maldives (en) et d'épices. On l'appelle aussi « sini sambal ».

## Plats

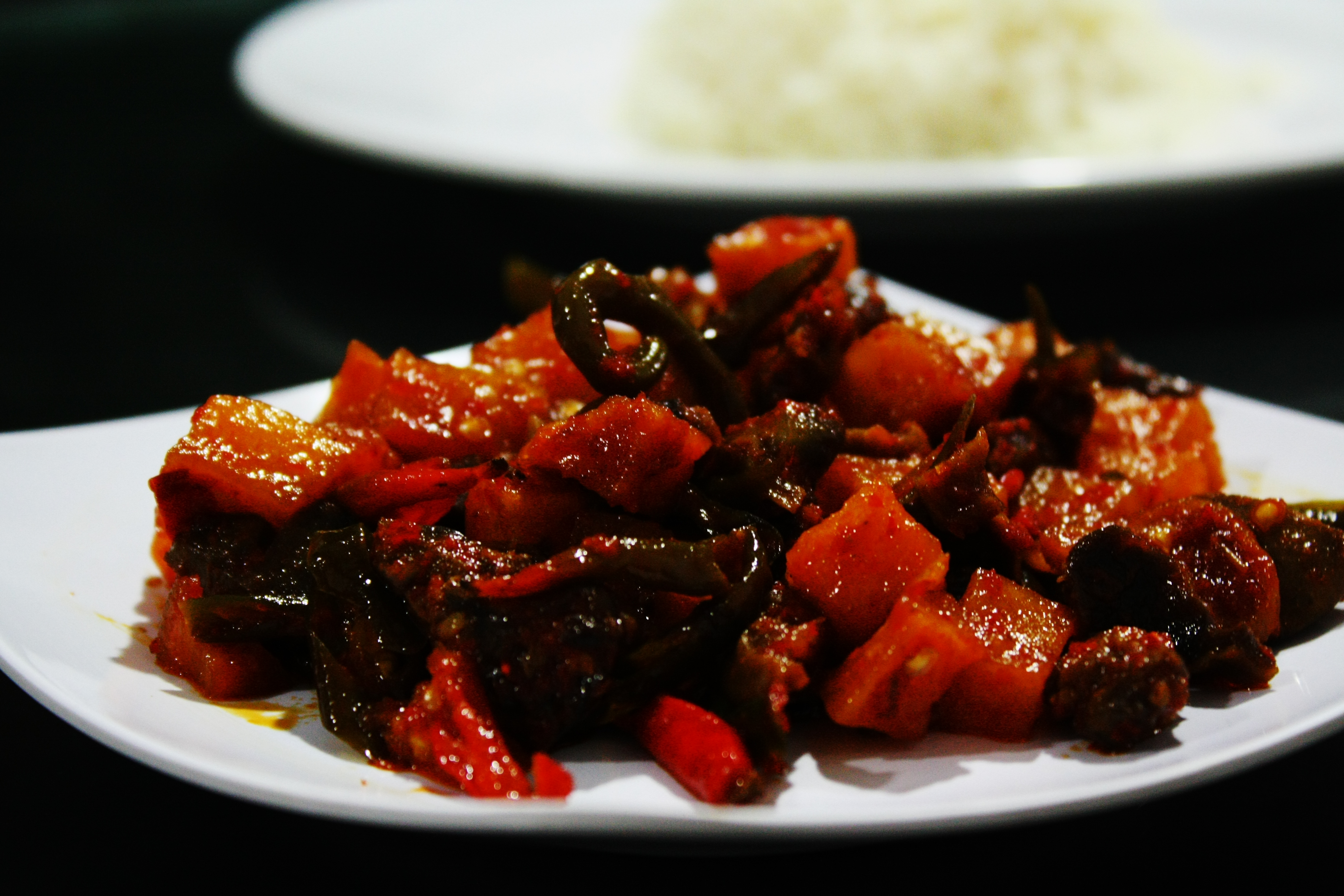
Sambal goreng ati, foie frit dans du sambal.

Le sambal sert également d'ingrédient dans certains plats, tels que :
- sambal sotong : avec des seiches ;
- sambal udang kering : avec des crevettes séchées ; aussi connu à Penang comme sambal hae bee ;
- sambal lengkong : avec de l'ikan parang / Wolf herring (en)[7] ;
- sambal goreng teri kacang : avec des anchois et des arachides ;
- sambal goreng kering tempe : avec du tempeh ;
- sambal goreng ati : avec du foie de bœuf, des pommes de terre et, certaines fois, des petai ;
- sambal goreng udang : avec des crevettes ;
- sambal ikan : avec du poisson et des épices.
- sambal radio : plat traditionnel de Sarawak, omelette avec du belacan frit et des anchois ;